# Rivière Ludgine
Rivière Ludgine är ett vattendrag i Kanada.   Det ligger i provinsen Québec, i den sydöstra delen av landet, 400 km öster om huvudstaden Ottawa.
I omgivningarna runt Rivière Ludgine växer i huvudsak blandskog. Runt Rivière Ludgine är det mycket glesbefolkat, med 5 invånare per kvadratkilometer.